# Мекерешть (Алба)
Мекерешть, Мекерешті (рум. Măcărești) — село у повіті Алба в Румунії. Входить до складу комуни Понор.
Село розташоване на відстані 295 км на північний захід від Бухареста, 27 км на північний захід від Алба-Юлії, 56 км на південь від Клуж-Напоки.

## Населення
За даними перепису населення 2002 року у селі проживали 48 осіб, усі — румуни. Усі жителі села рідною мовою назвали румунську.